# 티본

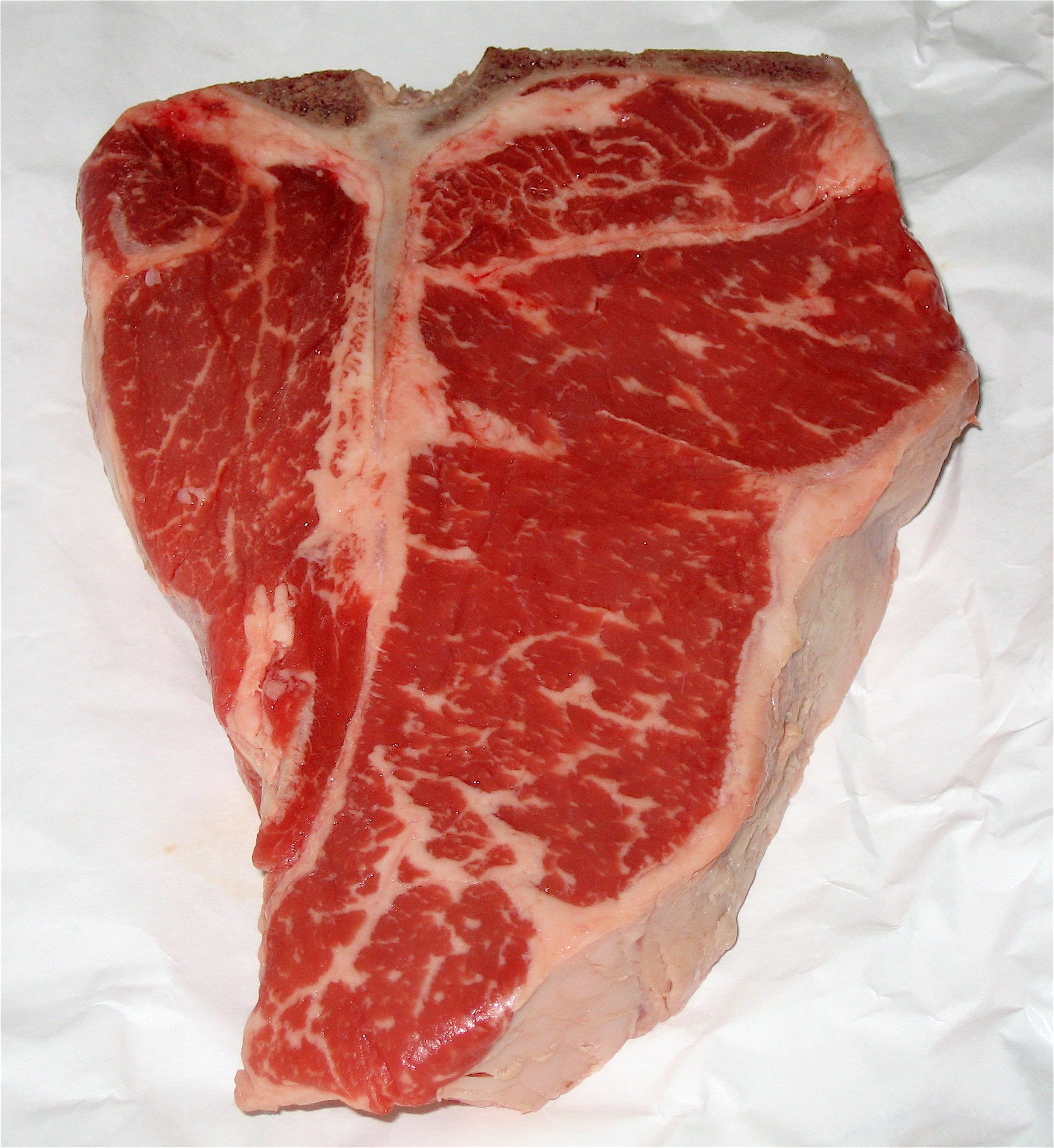
티본

티본(영어: T-bone) 및 포터하우스(영어: porterhouse)는 서양식 쇠고기 부위이다. 쇼트로인의 하위 정형이다.

## 조리법

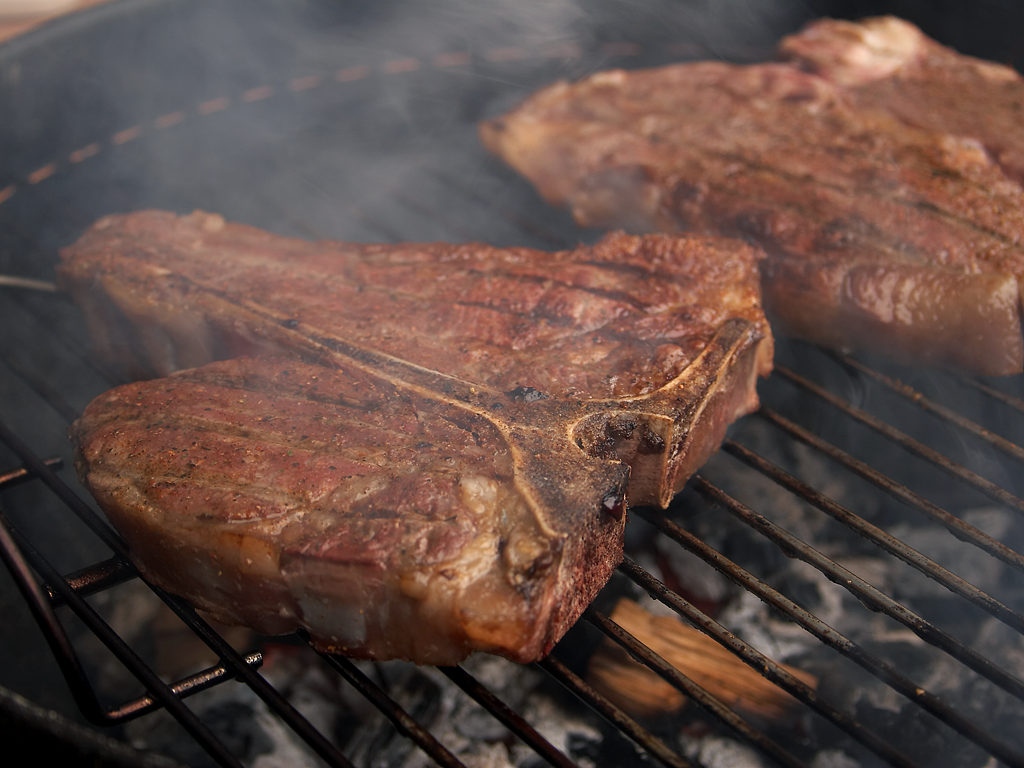
티본(T-bone) 스테이크를 굽는 모습

티본 스테이크(T-bone steak)는 소의 안심과 등심 사이에 T자 모양의 뼈부분의 부위를 이용하여 구운 스테이크 요리이다. 티본 스테이크란 이름도 T자 모양의 뼈가 보인다는 뜻에서 유래하였다.
T자 모양의 뼈는 척추뼈를 가로로 잘라 생긴 형태이다. 이 양 옆으로 안심(tenderloin)과 채끝 등심(striploin)이 붙어있다. 이 살은 통틀어서 척추세움근이라 하여 몸을 지탱하는 역할을 하는 근육이다.
등심과 안심은 구워지는 정도가 다른데, 등심이 안심보다 좀 더 빨리 익는다. 그래서 티본 스테이크를 익힐 때 서로 다르게 익히는 경우가 많다. 티본 스테이크의 이상적인 조리방법은 양쪽을 거의 같은 정도의 굽기로 굽는 것이며 이 굽기 조절이 매우 힘들어서 요리사의 기량을 시험하는 요리로 쓰이기도 한다. 티본 스테이크는 350g 이상의 많은 양으로 내놓는 것이 보통이며, 일부 식당은 여럿이 먹을 수 있게 내놓는 경우도 있다.
티본 스테이크로 유명한 것은 이탈리아 토스카나주 피렌체 지방의 비스테까 알라 피오렌티나(bistecca alla fiorentina)가 있다.
2000년대에는 유럽에서 광우병이 번졌을 때 광우병 유발인자가 척수를 타고 전이되는 것이 알려지면서 2001년 유럽 연합에서는 소의 뼈와 등뼈를 모두 제거한 후 쇠고기를 유통할 것을 결정하면서 티본 스테이크를 한동안 유통할 수 없었던 적이 있다.

## 같이 보기
- 쇼트로인